# Val di Cornia

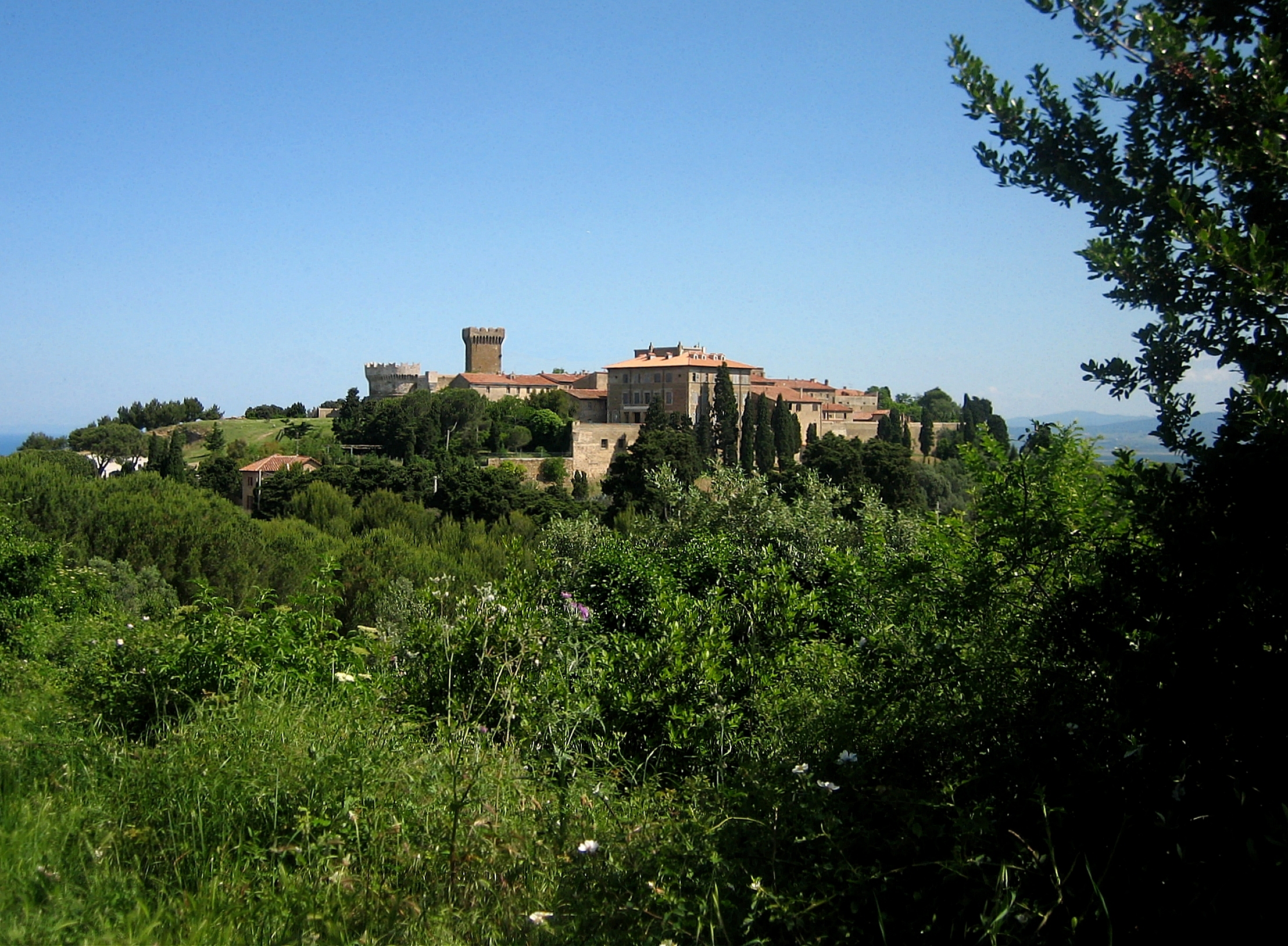
Populonia, gehört administrativ zur Stadt Piombino

Das Val di Cornia, das Tal des Cornia, bildet die äußerste Südspitze der Provinz Livorno. Im Val di Cornia liegen die Ortschaften Piombino, San Vincenzo, Campiglia Marittima, Suvereto, Sassetta und Monteverdi Marittimo.
Die Besiedelung des Tales geht zurück auf die Etrusker, die dort Bergbau auf Erze betrieben.
Heute ist die Gegend eher durch Tourismus und Landwirtschaft geprägt, insbesondere als Weingegend, die den Namen des Val di Cornia DOC prägte.